# 当皮埃尔堡
当皮埃尔堡（法語：Dampierre-le-Château，法語發音：[dɑ̃pjɛʁ lə ʃato]）是法国马恩省的一个市镇，属于香槟沙隆区。

## 地理
当皮埃尔堡（49°0'35"N, 4°47'44"E）面积11.13 平方千米，位于法国大東部大區马恩省，该省份为法国东北部内陆省份，北起阿登省，西北接埃纳省，西南接塞纳-马恩省，南至奥布省，东南接上马恩省，东临默兹省。
与当皮埃尔堡接壤的市镇（或旧市镇、城区）包括：布罗圣雷米、多马坦-瓦里蒙、埃庞斯、埃尔蓬、拉普塞库尔、锡夫里-昂特。

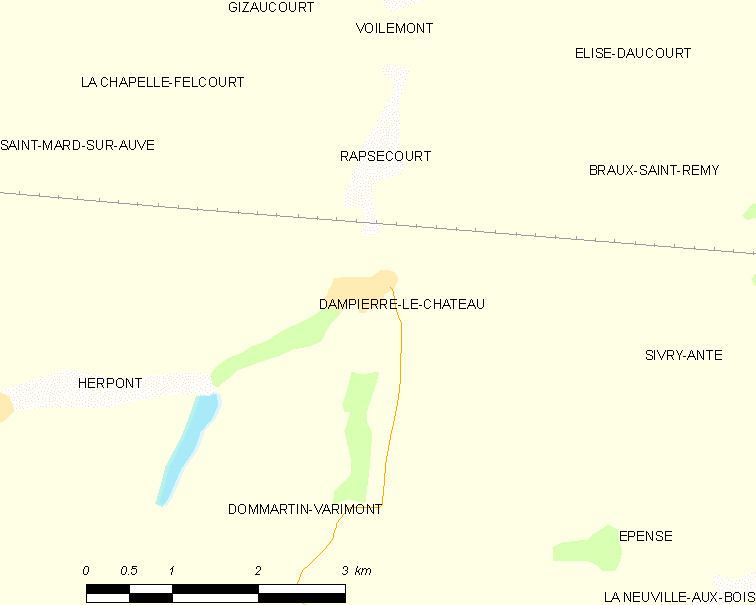
当皮埃尔堡的OSM定位图

当皮埃尔堡的时区为UTC+01:00、UTC+02:00（夏令时）。

## 行政
当皮埃尔堡的邮政编码为51330，INSEE市镇编码为51206。

## 政治
当皮埃尔堡所属的省级选区为阿戈讷-叙普-韦勒县。

## 人口

1962-2008年间当皮埃尔堡人口变化图示

当皮埃尔堡于2022年1月1日时的人口数量为117人。